# Разбитые сердца (фильм)
«Разбитые сердца» (фр. L’Amour ouf) — криминальная мелодрама режиссёра Жиля Леллуша по сценарию Одри Диван, Ахмеда Хамиди и Жюльена Ламброскини на основе романа «Джеки любит Джонсера, ясно?» Невилла Томпсона. Главные роли в фильме исполнили Франсуа Сивиль и Адель Экзаркопулос.
Премьера фильма состоялась в мае 2024 года на Каннском кинофестивале, а театральный прокат картины во Франции — 16 октября 2024 года.

## Сюжет
История фильма охватывает 20 лет и начинается на северо-востоке Франции с двух подростков, которые безумно влюбляются друг в друга: девочка из семьи, принадлежащей к высшему классу, и мальчик из семьи рабочего класса. Их любовь оказалась обречена на провал, когда парень становится преступником и проводит 12 лет в тюрьме.

## В ролях
- Франсуа Сивиль[1] — Клотер[2][3]
- Адель Экзаркопулос — Джеки[2]
- Мэллори Ванек — Джеки в 15 лет[2]
- Малик Фрика — Клотер в 17 лет[2]
- Ален Шаба — отец Джеки[2]
- Бенуа Пульворд — Ла Бросс[2]
- Венсан Лакост — Джеффри[2]
- Жан-Паскаль Зади — Лионель[2]
- Элоди Буше — мать Клотера[2]
- Карим Леклу — отец Клотера[2]
- Рафаэль Кенар — Кики[2]
- Антони Бажон — Тони[2]

## Производство
2 сентября 2013 года Жиль Леллуш в интервью французской радиостанции France Inter рассказал, что собирается стать режиссёром экранизации ирландского романа Невилла Томпсона «Джеки любит Джонсера, ясно?» 1997 года. Леллуш назвал проект «ультражёстокой романтической комедией». Именно Бенуа Пульворд дал Леллушу экземпляр книги и сказал, что тот должен превратить её в фильм. Леллуш влюбился в эту историю и начал писать сценарий вместе с Пульвордом, но ничего не вышло, и Леллуш решил продолжить писать один. Затем Леллуш написал сценарий в соавторстве с Одри Диван, Ахмедом Хамиди и Жюльеном Ламброскини, которые начали писать его в 2019 году.
9 июля 2021 года в специальном выпуске журнала Variety на выставке Marché du Film во время Каннского кинофестиваля был представлен тизер-постер к фильму, описывающий его как «ультранасильственную музыкально-романтическую комедию» с датой премьерой в 2023 году, однако актёрский состав был ещё неизвестен.
Фильм снят совместно компаниями Chi-Fou-Mi Productions и Trésor Films, бюджет составил 32 млн евро, что стало крупнейшей инвестицией StudioCanal во франкоязычный фильм. Продюсеры Ален Атталь и Хьюго Селиньяк назвали L’Amour ouf «американскими горками, в которых смешались любовь, насилие и танец». Для создания трех танцев для фильма был нанят танцевальный коллектив (La)Horde. В партитуре прозвучат песни 1980-х и 1990-х годов таких исполнителей, как The Cure, New Order, Мадонна, Nas и Jay-Z. Действие фильма происходит в 1970-е, 1980-е и 1990-е годы.
Франсуа Сивиль и Адель Экзаркопулос получили главные роли 7 февраля 2023 года, также стало известно, что съёмки будут проходить с мая по сентябрь 2023 года. Ранее Леллуш снимался вместе с Сивилем и Экзаркопулос в фильме «Северный бастион», сценарий которого был написан Одри Диван.
Элоди Буше вошла в актёрский состав 28 марта 2023 года. Полный актёрский состав был объявлен 21 мая 2023 года, когда продюсер Хьюго Селиньяк поделился в Instagram постером к фильму, размещённым на обложке вышедшего в тот день номера французского журнала Le Film français.
Съёмки фильма начались 9 мая 2023 года и завершились в сентябре. Они проходили в нескольких регионах Франции: таких как Вильнев-д’Аск, Дюнкерк, Лилль, Камбре, Авеснес-сюр-Эльп, Кале, Сент-Омер, Аррас, Булонь-сюр-Мер и Монтрей-сюр-Мер; а также в Институте Сен-Анри де Комин в Комин-Варнетоне в Бельгии.
Фильм «Разбитые сердца» стал первым фильмом, совместно приобретенным для проката компаниями Canal Plus, Netflix и France Télévisions.
Премьера фильма во Франции состоялась 16 октября 2024 года.